# Torgos tracheliotos
Kền kền cổ yếm (danh pháp khoa học: Torgos tracheliotos) là một loài chim kền kền trong họ Accipitridae.

## Phân bố
Loài này được phân bố ở các khu vực không liền nhau ở phần lớn châu Phi, mặc dù nó không hiện diện tại nhiều khu vực trung bộ và phía tây của lục địa và giảm ở những nơi khác trong phạm vi phân bố. Loài này làm tổ ở Senegal, Mali, Burkina Faso, Niger, Chad, Sudan, phía đông nam Ai Cập, Ethiopia, Somalia, Kenya, Tanzania, Uganda, Rwanda, một phần cực đông của nước Cộng hòa Dân chủ Congo, Zambia, Malawi, Mozambique, Eswatini, phía đông bắc Nam Phi, Zimbabwe, Botswana, Namibia, Gambia, Guinea, Bờ Biển Ngà, Benin, Cộng hòa Trung Phi, miền nam Angola và có thể ở Mauritanie và Nigeria. Qua biển Đỏ, loài này làm tổ tại bán đảo Ả Rập, Yemen, Oman và UAE.

## Môi trường sinh sống
Loài kền kền này thích sống trong hoang mạc khô, cây bụi gai, đồng bằng khô cằn, sa mạc với cây phân tán trong các suối cạn, các sườn núi mở. Chúng thường được tìm thấy trong nước mở yên tĩnh với một tán cây và dường như thích các khu vực có thảm cỏ tối thiểu. Trong khi tìm kiếm thức ăn, họ có thể đi lang thang vào môi trường sống đặc hơn và thậm chí vào các khu vực có con người sinh sống. Chúng có thể được tìm thấy ở độ cao từ mực nước biển đến 4.500 m (14.800 ft).

## Mô tả
Loài kền kền này là một loài rất lớn, nằm trong nhóm kền kền có cánh dài nhất và lớn nhất trong phạm vi của nó phía sau loài kền kền đầu trọc liên quan chặt chẽ, mặc dù một số loài kền kền chi Gyps cùng hiện diện đồng thời có xu hướng nặng hơn trung bình, đặc biệt là kền kền mũi Hảo vọng và giống chim ưng Á-Âu. Loài này có cơ thể dài khoảng 95–115 cm, với sải cánh dài 2,5-2,9 m. Trong số các số đo chuẩn, chiều dài múi cánh 71,5-82,5 cm, đuôi dài 33–36 cm và các xương cổ chân là 12,2–15 cm. Mỏ dài lên đến 10 cm (3,9 in) và sâu 5 cm. Những cá thể kền kền hoang dã, phân loài T. t. tracheliotus, cân nặng khoảng 4,4-9,4 kg (9,7-20,7 lb) và, ở Đông Phi, trung bình chỉ có 6,2 kg (14 lb). Mặt khác, kền kền nuôi nhốt của phân loài T. t. tracheliotus lớn hơn phân loài T. t. negevensis, nặng 6,5-9,2 kg (14-20 lb) ở chim trống và 10,5-13,6 kg (23-30 lb) ở chim mái.

## Hình ảnh

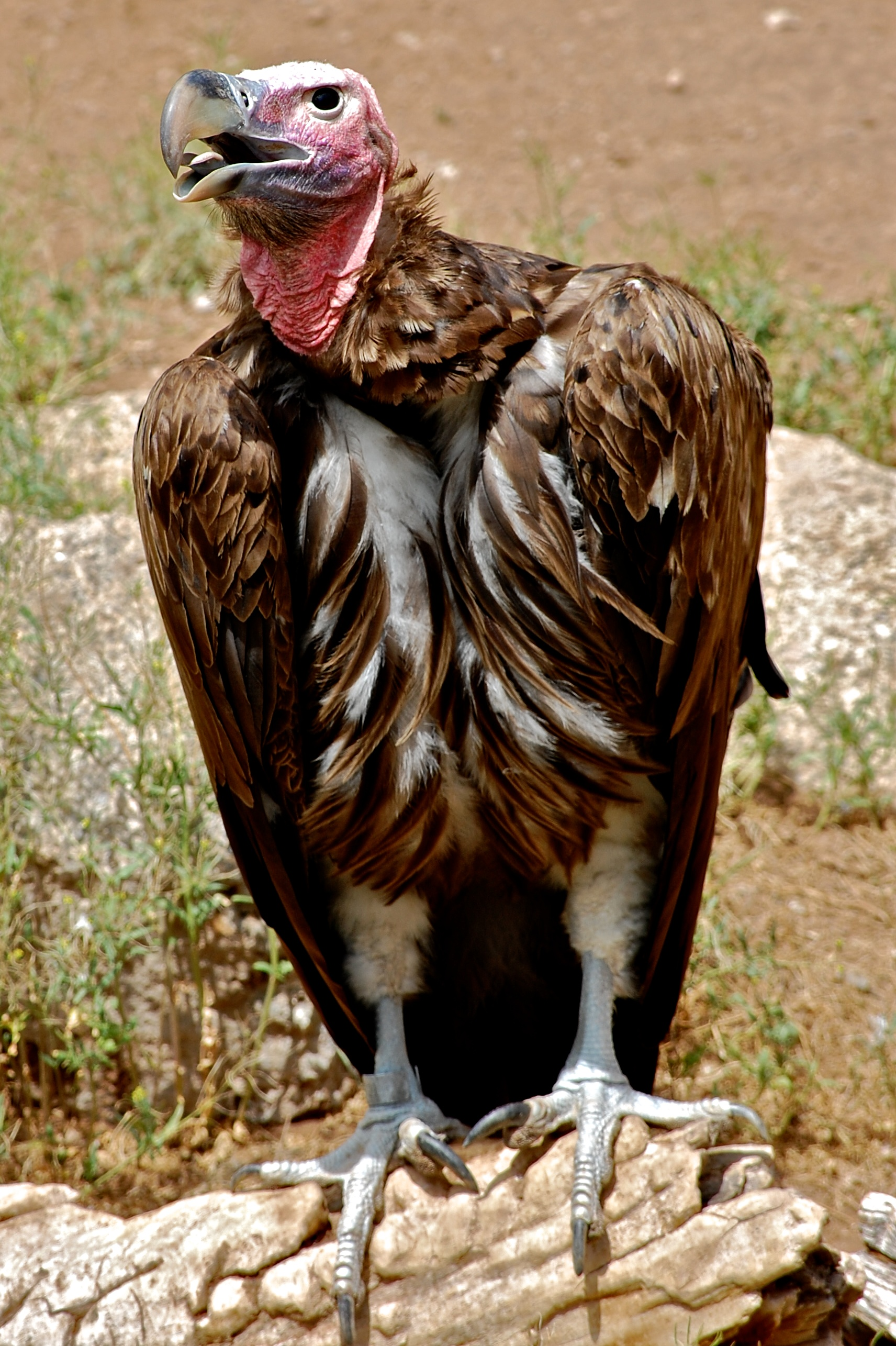
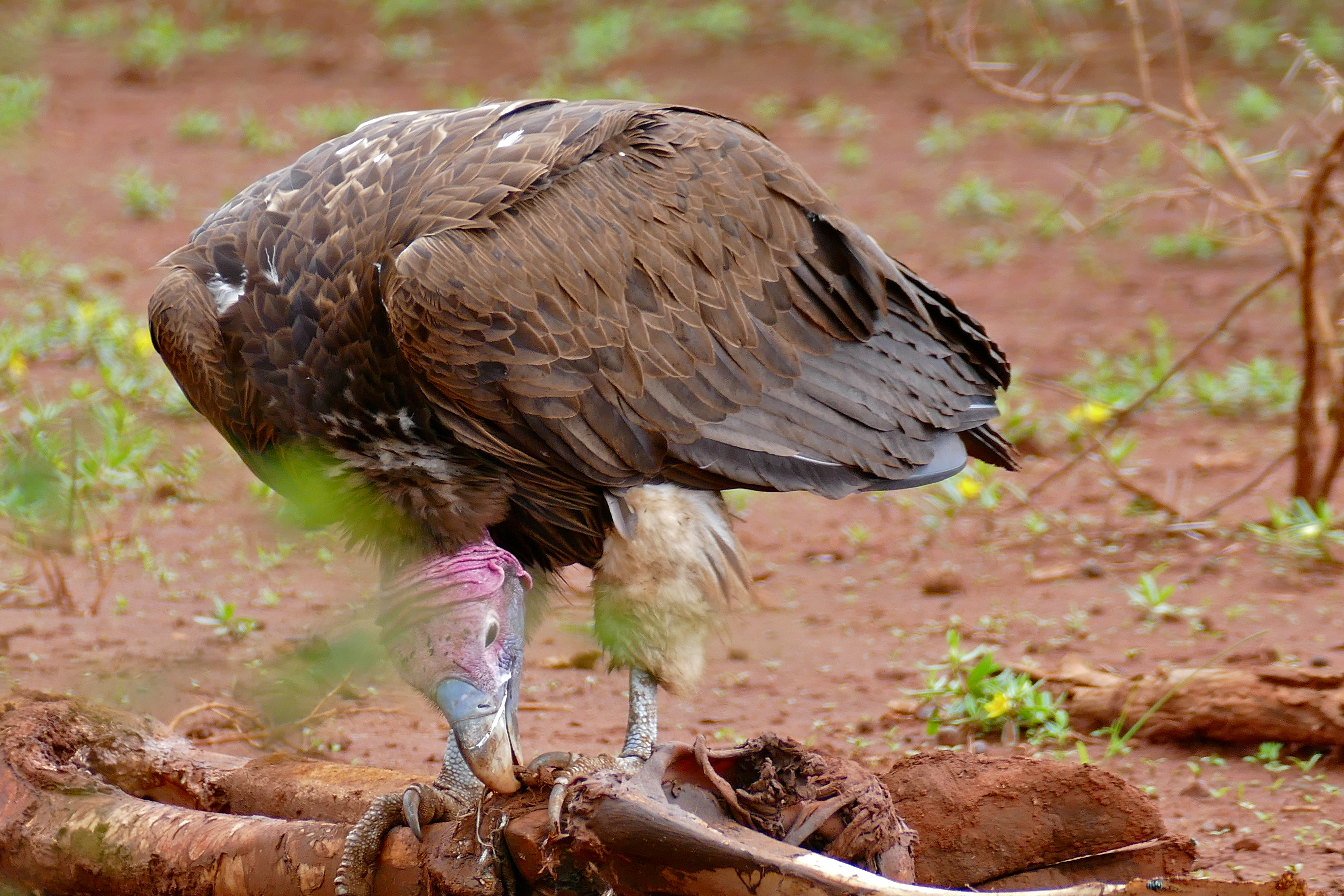
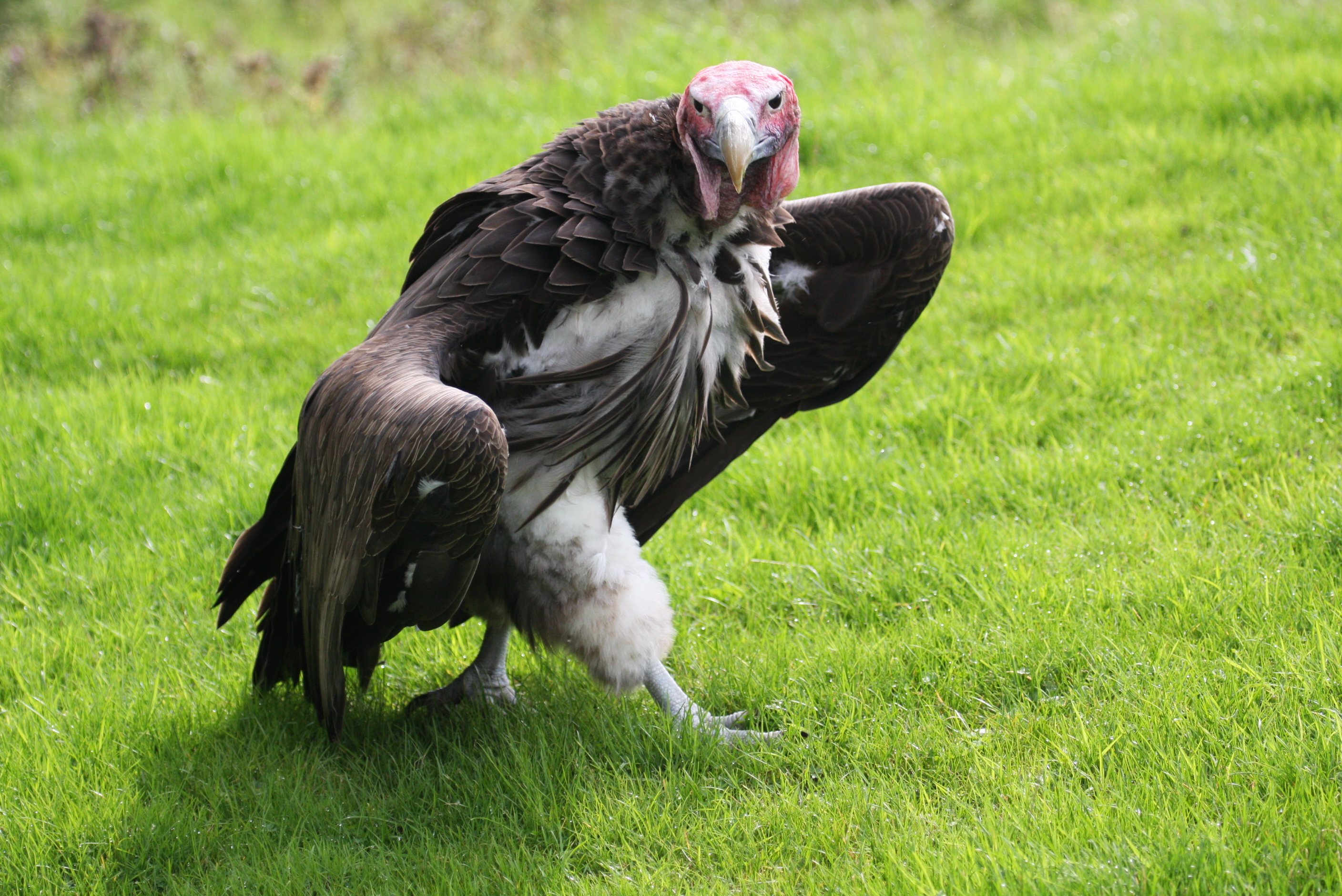
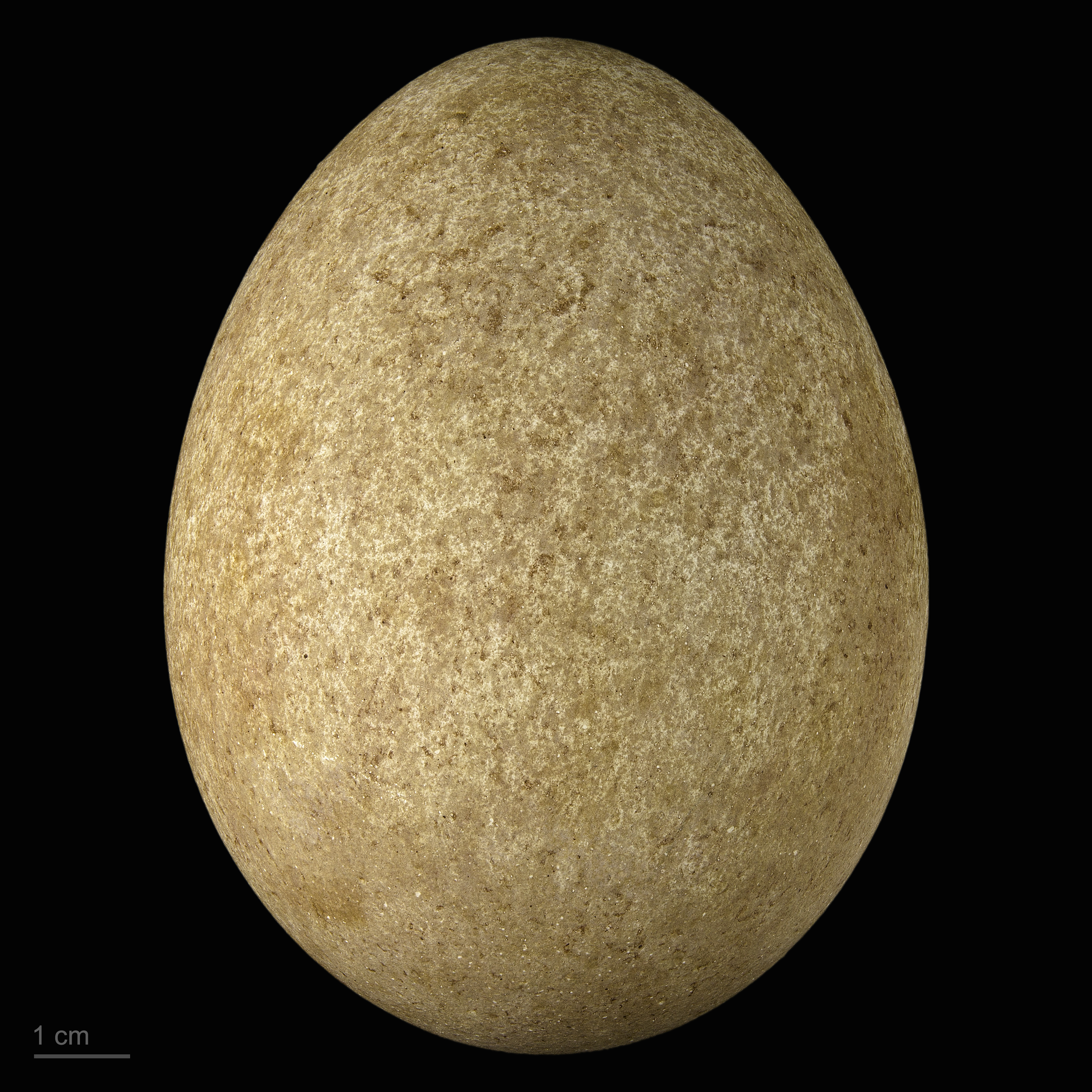
Museum specimen
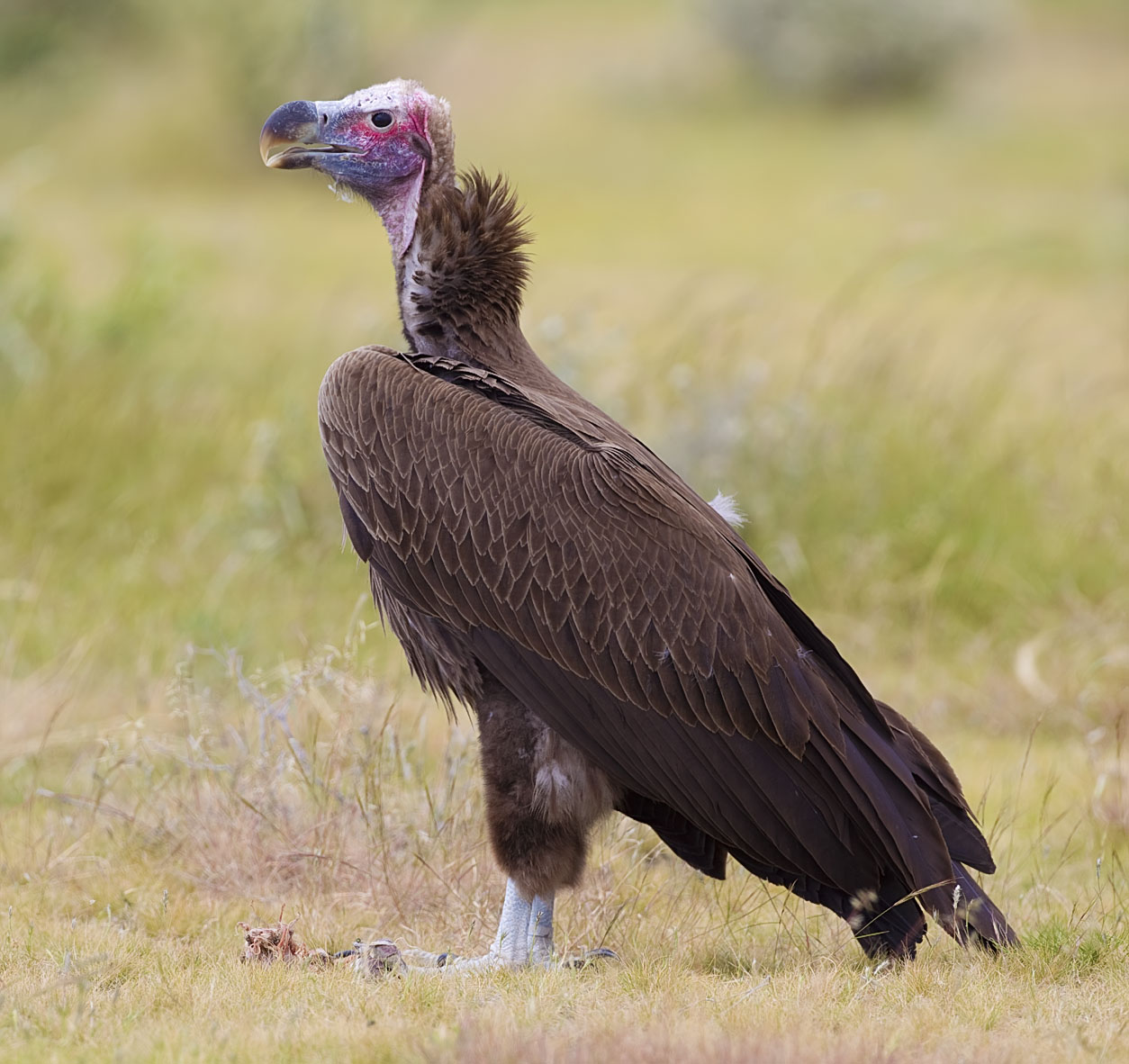
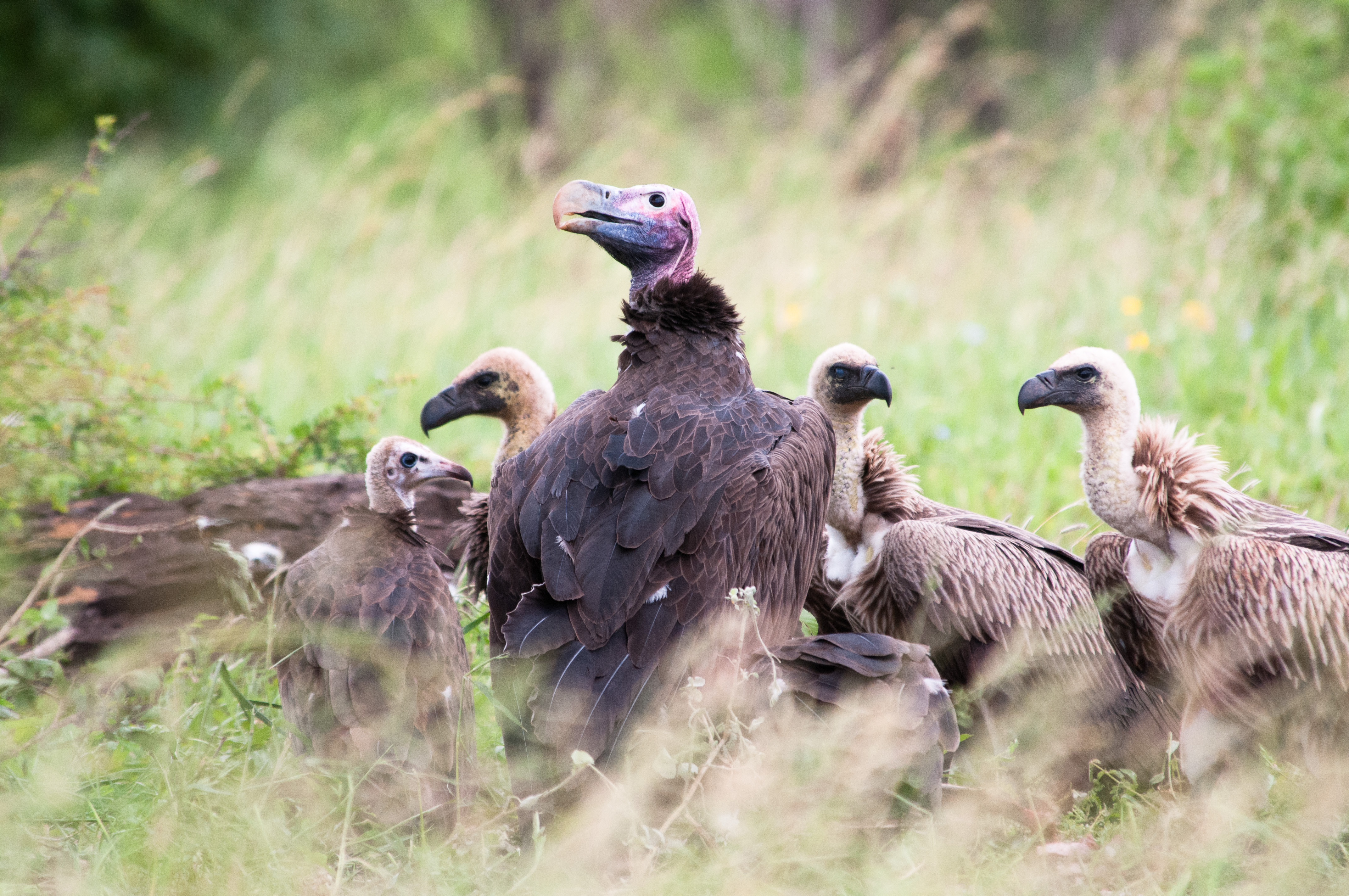
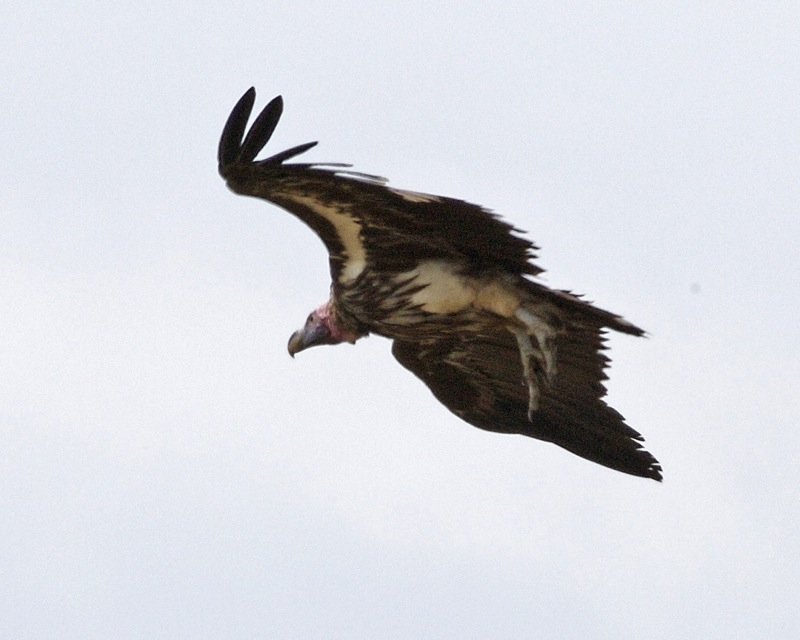
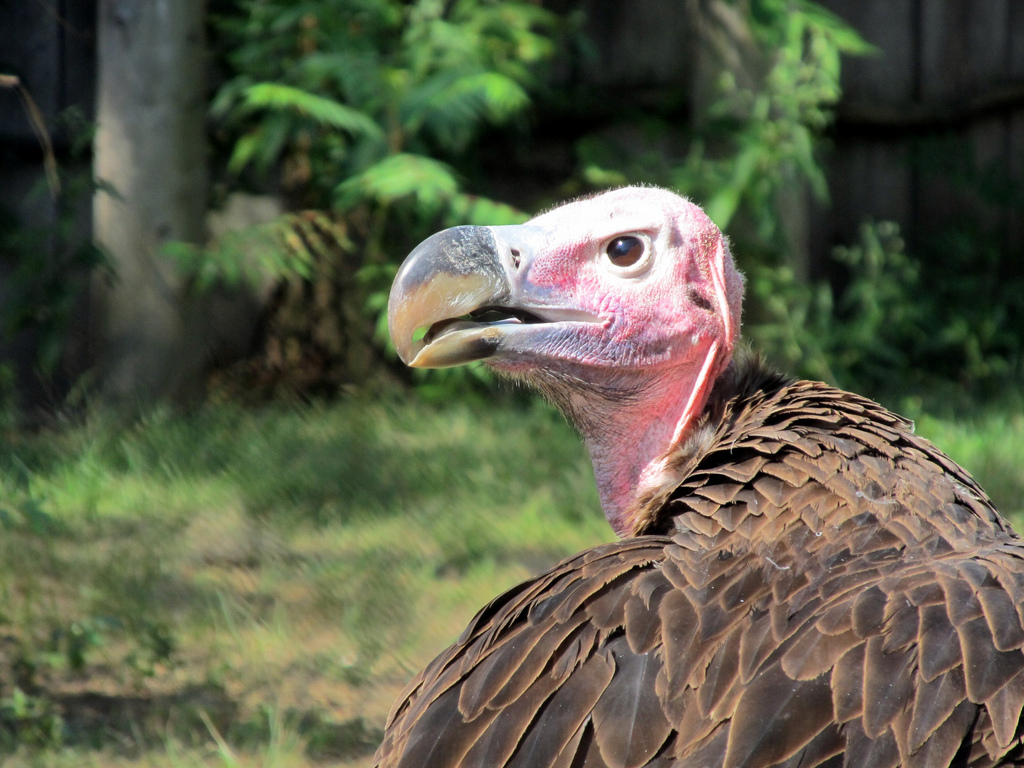
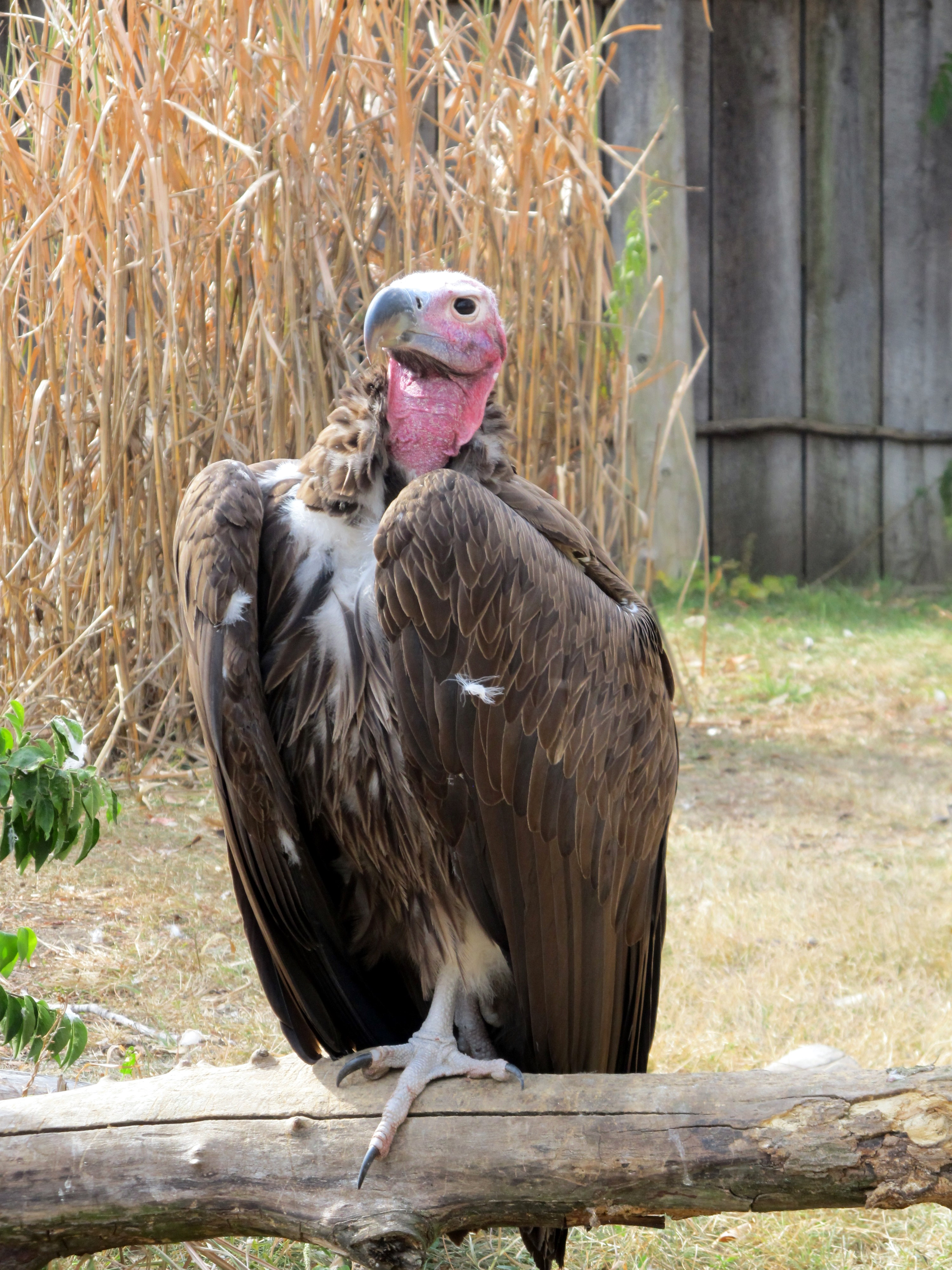
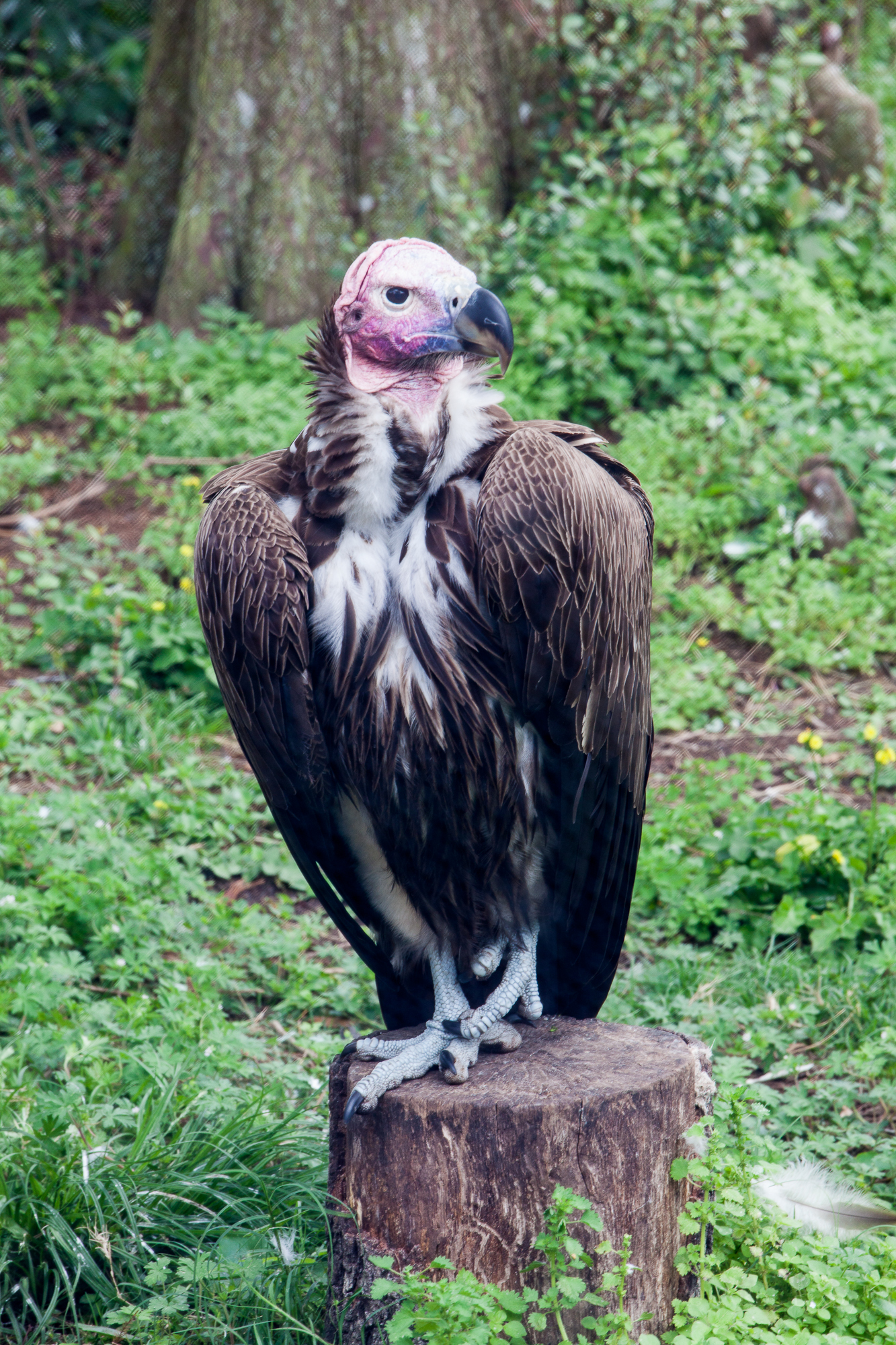